# Projection hyperelliptique de Tobler

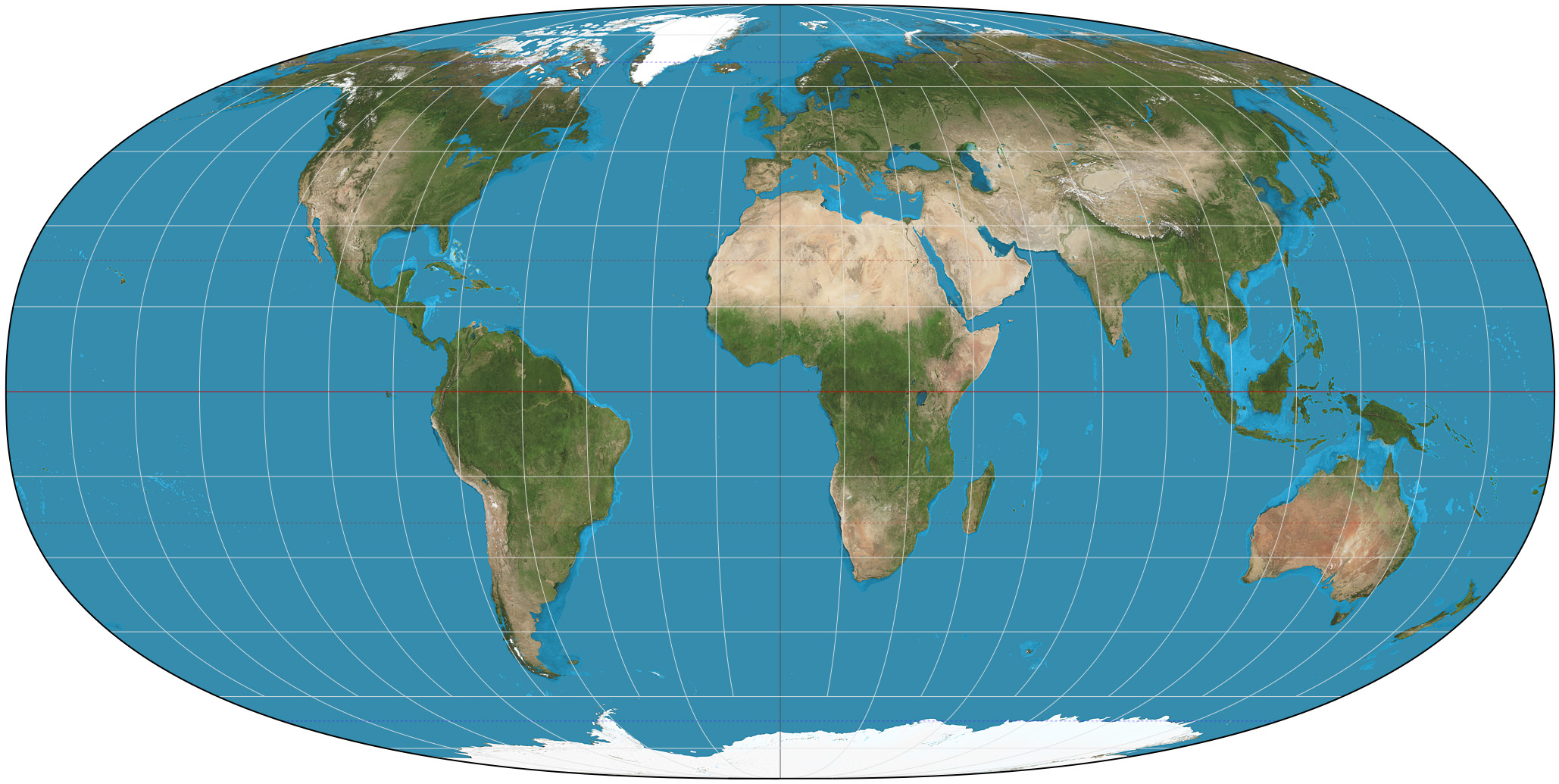
Projection hyperelliptique de Tobler de la Terre pour α = 0, γ = 1.18314, k = 2.5

La projection hyperelliptique de Tobler avec les indicatrices de déformation de Tissot ; α = 0, k = 3

La projection hyperelliptique de Tobler est un type de projection cartographique pseudo-cylindrique équivalente qui peut être utilisée pour les planisphères. Waldo Tobler introduit cette construction en 1973.

## Généralités
Comme dans n'importe quelle projection pseudo cylindrique les latitudes sont des lignes droites parallèles. Leur espacement est calculé pour conserver les aires. À l'exception du méridien central droit, les longitudes sont des courbes de la forme a|x|γ + b|y|γ = 1 (avec a dépendant de la longitude et b constant pour une carte donnée), connus sous le nom de superellipses ou courbes de Lamé. Quand γ=1 la projection dégénère en une projection de Collignon ; quand γ=2 la projection devient une projection de Mollweide. Les valeurs de γ privilégiées par Tobler sont supérieures à 2.